# Communauté de communes du Pays de Mauriac
La communauté de communes du Pays de Mauriac est une communauté de communes française, située dans le département du Cantal et la région Auvergne-Rhône-Alpes.

## Historique
Elle est créée par un arrêté en date du 4 novembre 1994. Le 7 mars 2016, la commission départementale de coopération intercommunale du Cantal, réunie pour examiner le projet de schéma départemental de coopération intercommunale, propose, après examen des amendements,  de fusionner la communauté de communes du Pays de Mauriac avec sa voisine, la communauté de communes du Pays de Salers.
Le rejet du projet de fusion par les élus communautaires et les communes entraîne son abandon.

## Territoire communautaire

### Composition
La communauté de communes est composée des 11 communes suivantes :

| Nom             | Code Insee | Gentilé       | Superficie (km2) | Population (dernière pop. légale) | Densité (hab./km2) |
| --------------- | ---------- | ------------- | ---------------- | --------------------------------- | ------------------ |
| Mauriac (siège) | 15120      | Mauriacois    | 27,61            | 3 503 (2022)                      | 127                |
| Arches          | 15010      | Archéens      | 16,15            | 203 (2022)                        | 13                 |
| Auzers          | 15015      |               | 19,27            | 161 (2022)                        | 8,4                |
| Chalvignac      | 15036      | Chalvignacois | 35,89            | 457 (2022)                        | 13                 |
| Drugeac         | 15063      | Drugeacois    | 18,24            | 323 (2022)                        | 18                 |
| Jaleyrac        | 15079      | Jaleyracois   | 16,86            | 360 (2022)                        | 21                 |
| Méallet         | 15123      | Méalletois    | 21,52            | 154 (2022)                        | 7,2                |
| Moussages       | 15137      | Moussageois   | 19,03            | 251 (2022)                        | 13                 |
| Salins          | 15220      | Salinois      | 8,75             | 144 (2022)                        | 16                 |
| Sourniac        | 15230      |               | 11,72            | 196 (2022)                        | 17                 |
| Le Vigean       | 15261      | Vigeannois    | 28,99            | 800 (2022)                        | 28                 |

### Démographie
| 1968  | 1975  | 1982  | 1990  | 1999  | 2010  | 2015  | 2021  |
| ----- | ----- | ----- | ----- | ----- | ----- | ----- | ----- |
| 8 578 | 8 088 | 8 048 | 7 700 | 7 342 | 6 973 | 6 787 | 6 596 |

## Administration

### Siège
Le siège de la communauté de communes est situé à Mauriac.

### Les élus
À la suite des élections municipales et communautaires de mars 2020, le conseil communautaire de la communauté de communes du Pays de Mauriac se compose de 31 membres représentant chacune des communes membres et élus pour une durée de six ans.
Ils sont répartis comme suit :
| Nombre de délégués | Communes                                  |
| ------------------ | ----------------------------------------- |
| 14                 | Mauriac                                   |
| 4                  | Le Vigean                                 |
| 2                  | Chalvignac, Drugeac, Jaleyrac, Moussages  |
| 1                  | Arches, Auzers, Meallet, Salins, Sourniac |

### Présidence
| Période                                  | Période      | Identité            | Étiquette | Qualité                                                                              |
| ---------------------------------------- | ------------ | ------------------- | --------- | ------------------------------------------------------------------------------------ |
| Les données manquantes sont à compléter. |              |                     |           |                                                                                      |
| 2014                                     | juillet 2020 | Gérard Leymonie     |           | maire de Mauriac (2001 → 2020) conseiller général du canton de Mauriac (1998 → 2015) |
| juillet 2020                             | En cours     | Jean-Pierre Soulier |           | maire du Vigean (1995 → )                                                            |

### Régime fiscal et budget
Le régime fiscal de la communauté de communes est la fiscalité professionnelle unique (FPU).